# Zec Saint-Patrice
La  zec Saint-Patrice est une "zone d'exploitation contrôlée" (zec)  qui longe la rivière Outaouais sur 28 km en aval de Rapides-des-Joachims, dans la MRC Pontiac, dans la région administrative de l'Outaouais, au Québec, au Canada. 

## Géographie
La zec partage ses limites avec la Rapides-des-Joachims, les réserves écologiques James-Little et du Ruisseau-de-l'Indien.  Finalement son territoire inclus la forêt ancienne de la Rivière-Schyan.
Établie en 1980 et passant de 1 289 km2 à 1 354 km2 en 1983, sa superficie était à la fois rétrécie au sud-est et augmentée précisément au nord du Lac Saint-Patrice, un très grand plan d'eau, dont il emprunte le nom. La très sinueuse rivière Noire (Outaouais) lui sert de limite au nord, et le ruisseau Aumond, à l'extrémité nord-ouest. Sur la centaine de chalets de chasse et de pêche que la zec compte, plusieurs se trouvent au lac Saint-Patrice.